# Gelbrückenweber
Der Gelbrückenweber (Ploceus dichrocephalus, auch Fehlschreibung dicrocephalus) zählt innerhalb der Familie der Webervögel (Ploceidae) zur Gattung der Ammerweber (Ploceus).
Der lateinische Artzusatz kommt von altgriechisch δίχρους dίchrūs, deutsch ‚zweifarbig‘ und altgriechisch κεφαλή kephalḗ, deutsch ‚Kopf‘.
Der Vogel kommt am Horn von Afrika im Süden Äthiopiens, im äußersten Nordosten Kenias und im Südwesten Somalias vor.
Das Verbreitungsgebiet umfasst feuchte Lebensräume an Flussufern in Kenia und Somalia, in der Savanne in Somalia und Äthiopien, sogar in Halbwüsten, auch um Kulturland.

## Merkmale
Die Art ist 13 cm groß und wiegt zwischen 18 und 20 g. Das Männchen hat im Brutkleid einen schwarz-braunen Kopf, der im Nacken in helleres kastanienbraun übergeht. Die Oberseite ist grünlich-gelb, der Bürzel hell gelbt, der Schwanz olivgrün. Es ähnelt dem Jackson-Weber (Ploceus jacksoni) und Schwarzkopfweber (Ploceus melanocephalus), aber die Maske ist schwarz auf dem Scheitel mit schwärzlich-kastanienblau übergehend auf Nacken und Wangen. Die Iris ist rötlich-braun, unter dem Auge verwaschen kastanienbraun. Männchen im Schlichtkleid wie Weibchen und Jungvögel ähneln dem  Schwarzkopfweber-Weibchen, aber die Unterseite ist gelber und der Schnabel deutlich zweifarbig.
Die Art ist monotypisch.

## Stimme
Der Gesang des Männchens wird als unharmonisch etwas schwalbenartiges Quieken, Schnarch- und Summtöne beschrieben.

## Lebensweise
Die Nahrung besteht hauptsächlich aus Samen, wohl auch aus Insekten. Die Art tritt im Allgemeinen in Paaren und kleinen Gruppen auf.
Die Brutzeit liegt in Äthiopien im März. Der Vogel ist wohl polygyn und brütet in kleinen Kolonien in Bäumen oder im Schilf. Das ovale Nest hat nahezu keinen Eingang. Das Gelege besteht aus zwei blass grünlich-blauen oder graugrünen Eiern, braun und lila gefleckt.

## Gefährdungssituation
Der Bestand gilt als nicht gefährdet (Least Concern).